# Strofades
Die Strofades (griechisch Στροφάδες (f. pl.)) sind zwei kleine Felseneilande im Ionischen Meer. Es handelt sich dabei um die nördlich gelegene, kleinere Insel Arpyia (Άρπυια 0,176 km²) und Stamfani (Σταμφάνη 1,18 km²) oder Megalo Strofadi (Μεγάλο Στροφάδι), die südlich liegt. Sie sind 45,5 km von Zakynthos und 50,3 km von der Peloponnes entfernt und gehören zum Territorium der Gemeinde Zakynthos. Die Inseln sind beide sehr flach und von dichter Vegetation überzogen.
Die Strofades werden auch als Strofaden bzw. Strophades bezeichnet.
```
Die höchste Erhebung beträgt lediglich 20 Meter über dem Meeresspiegel. Es gibt keine Sandstrände auf den beiden Inseln. Bekannt sind die Inseln in ganz 
Griechenland
 für ihre Naturschönheiten. Die Volkszählung 2011 weist für das 
Kloster
 auf Stamfani noch einen wirklichen Bewohner aus
[
2
]
.
```

## Geschichte

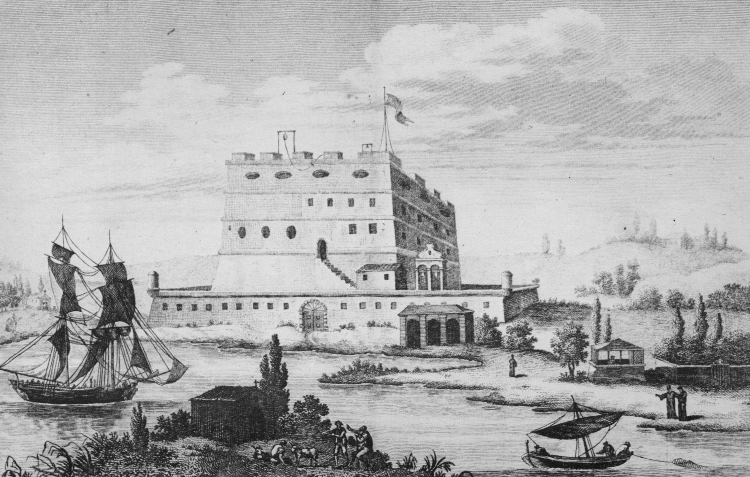
Das Kloster des Erlösers auf Stamfani auf einem Kupferstich von André Grasset de Saint-Sauver, 18. Jahrhundert

Die Inseln waren viele Jahre von Mönchen bewohnt, die die Fruchtbarkeit zu schätzen wussten. Sie kultivierten Zitrusfrüchte aller Art auf den Strofades. 
Das Kloster der Heiligen Mutter Gottes auf Stamfani stammt aus dem Jahre 1200, es wurde zu einer Festung ausgebaut, erhielt einen 21 Meter Wehrturm und ist heute noch auf der Insel zu sehen. Schwere Erdbeben wie z. B. 1997 und 2018 sorgen aber immer wieder für Beschädigungen.
Früher lebten 40 Mönche hier, 1914 gab es nur noch 14 Einwohner, 1963 waren es 4 Einwohner. Letzter Mönch war Pater Grigorius, der auf Stamfani 1976 bis 2014 lebte.
Auf Stamfani gibt es auch einen Leuchtturm, der inzwischen aber keinen Leuchtturmwärter mehr benötigt.
Da die Inseln für mehr als 1200 Vogelarten ein beliebter Zwischenstopp auf dem Weg von und nach Afrika sind, wurde von der griechischen Regierung hier ein Meeresnaturschutzpark eingerichtet, der als Natura 2000 Schutzgebiet ausgewiesen ist.
Die Inseln sind mittlerweile Teil des Marine Nationalparks Zakynthos und während der Schutzzeit dürfen sie auch nicht betreten werden. Dies wird durch die Küstenwache und die Verwaltung des Nationalparks vor Ort überwacht.